# Pampero
РСЗО «Пампе́ро» (исп. SLAM Pampero) — аргентинская самоходная реактивная система залпового огня. Разработана Институтом CITEFA по заказу Министерства обороны Аргентины.

## История
История ракетостроения Аргентины начинается со второй половины 1940-х годов. Кордовским Институтом аэротехники были разработаны прототипы AM-1 Tábano, PT-1 и др. Интенсивные разработка и производство ракет планировались согласно программе «Европа» 1967 года. Появились такие образцы техники, как «Альбатрос», «Мартин Фьерро», «Мартин Пескадор», «Матого» и SS-50.
С приходом к власти хунты «национальной реорганизации», вклад в развитие военной промышленности увеличился. Этому способствовали трения с пиночетовской Чили.
Производство велось государственной компанией DGFM, на заводе «Фрай Луис Бельтран» в городе Росарио. Всего было выпущено 40 штук. В середине 1990-х в аргентинской армии состояло до 30 единиц РСЗО «Памперо». По состоянию на 2010 год на вооружении оставалось четыре установки. Постепенно производится их замена на новые РСЗО — CP-30 и CP-130, хотя последние экземпляры до сих пор активно используются.

## Описание

### Шасси
Пусковая установка смонтирована на базе автомобиля повышенной проходимости «Унимог» 416 с колёсной формулой 4×4. Грузоподъёмность 1,5 тонны. Устойчивость обеспечивают четыре гидравлических упора, расположенных попарно спереди и сзади автомобиля.

### Боеприпасы

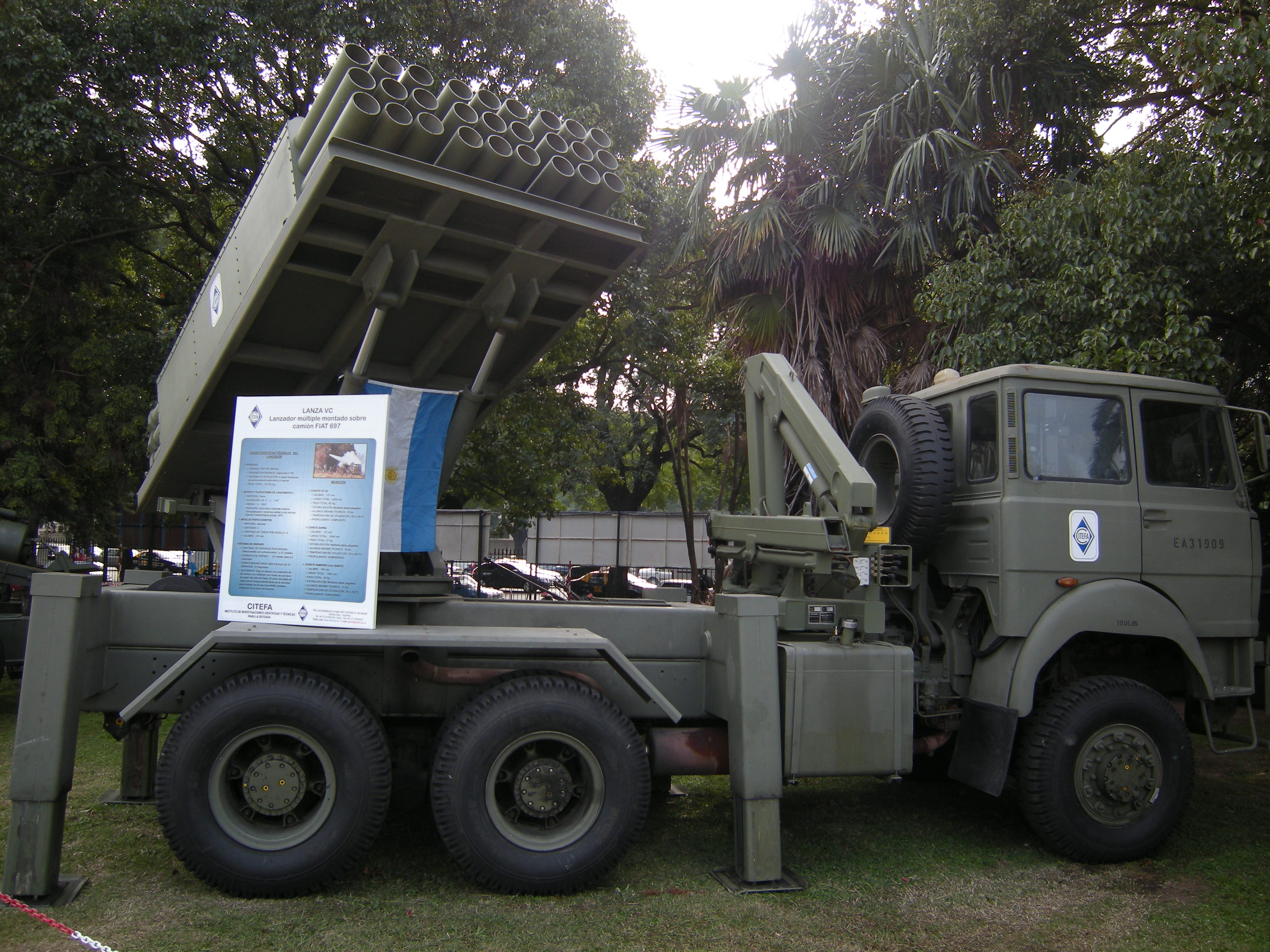
CP-30 — РСЗО, созданная на базе «Памперо», на выставке Tecnópolis

Для стрельбы применяются неуправляемые реактивные снаряды «Памперо» калибра 105-мм, для комплектования которых используются следующие типы головных частей (ГЧ):
- фугасная;
- осколочно-фугасной с готовыми поражающими элементами;
- зажигательная.

Перезарядка модулей производится вручную.
Корпус одноступенчатой ракеты выполнялся из стали. Четыре стабилизатора обеспечивают полёт ракеты.
Неуправляемую ракету «Памперо» в институте CITEFA разрабатывали для использования с вертолётов «Хьюи» и штурмовиков «Пукара».

## Операторы
- Аргентина — 4 шт.[7]